# میسون بیتس
مِیسون وِسلی بِیتْس (انگلیسی: Mason Wesley Bates؛ ۲۳ ژانویهٔ ۱۹۷۷) آهنگساز موسیقی سمفونیک و دی‌جی موسیقی رقص الکترونیک اهل ایالات متحده آمریکا و برندهٔ جایزه گرمی است. او نخستین آهنگساز ثابت مرکز هنرهای نمایشی کندی است و در ارکستر سمفونیک شیکاگو، ارکستر سمفونیک سانفرانسیسکو، ارکستر سمفونیک پیتسبورگ و ارکستر سمفونیک کالیفرنیا نیز آهنگساز ثابت بوده‌است. او علاوه بر آثار برجسته‌اش با نام‌های مربی‌گری، گلچینی از جانورشناسی خیالی و انقلاب استیو جابز، موسیقی فیلم دریای درختان اثر گاس ون سنت را نیز ساخته‌است. در یک نظرسنجی در سال ۲۰۱۸ که از ارکسترهای آمریکایی انجام شد، او به‌عنوان دومین آهنگساز زنده از نظر تعداد اجرا شناخته شد.